# Maurício Alves Peruchi
Maurício Alves Peruchi (Montanha, 2 gennaio 1990 – Boulogne-sur-Mer, 12 aprile 2014) è stato un calciatore brasiliano, di ruolo attaccante.

## Biografia
È scomparso all'età di 24 anni a seguito di un incidente stradale. Possedeva il passaporto italiano.